# 富勒頓 (伊利諾伊州)
富勒頓（英語：Fullerton）是位於美國伊利諾伊州德威特縣的一個非建制地區。該地的面積和人口皆未知。

## 地理
富勒頓的座標為40°12′37″N 88°44′40″W / 40.21028°N 88.74444°W，而該地的平均海拔高度為229米（即751英尺）。